# Ian Wilmut
Ian Wilmut (Hampton Lucy, Warwickshire, Inglaterra, 7 de julio de 1944 - 10 de septiembre de 2023) fue un embriologista británico, conocido principalmente por ser el líder del grupo de investigación que en 1996 clonó por primera vez a un mamífero desde una célula somática adulta, un cordero Dorset finlandés bautizada como la oveja Dolly.
En noviembre de 2017 Wilmut decidió apostar por el desarrollo de un método para obtener células madre tan versátiles como las embrionarias, sin clonar seres humanos. Declaró al diario británico Daily Telegraph que tiene previsto abandonar la técnica de clonación que empleó para duplicar los genes del animal mediante transferencia de núcleo, en favor de un sistema alternativo que están desarrollando en la actualidad científicos japoneses y que puede ser más aceptable.

## Oveja Dolly
En 1996 Ian Wilmut y sus colaboradores crearon la oveja Dolly, el primer mamífero clonado con una célula adulta. Su nacimiento no fue anunciado hasta siete meses después, el 23 de febrero de 1997.
El experimento fue llevado a cabo en el Instituto Roslin, un instituto gubernamental de investigación cerca de Edimburgo, Escocia, y financiado por el Consejo de Investigación en Ciencia Biológica y Biotecnología del Reino Unido [Biotechnology and Biological Sciences Research Council(BBSRC)].
Este primer ser vivo clonado tuvo que ser sacrificado el viernes 14 de febrero de 2003 debido a una enfermedad pulmonar muy común entre las ovejas adultas.

## Fallecimiento
Wilmut murió el 10 de septiembre de 2023, a la edad de 79 años, de la enfermedad de Parkinson.